# ナチュラルハイ (企業)
ナチュラルハイは、日本のアダルトビデオメーカー。

## 概要
1999年5月に、SODのグループレーベルとしてAV監督のとっちんにより設立。
会社としては、2009年1月までは「有限会社ナチュラルハイ」が製作していたが、同年2月より「株式会社ナチュ」へ変更している。
ソフト・オン・デマンドグループメーカーの1社。羽の生えた脳みそのマークや、赤い下地に白抜きで「過激」と書かれたロゴで知られる。2024年8月より、多くのパッケージの表面で、赤い下地に白抜きで「ナチュ」と書かれたロゴを用いている。
様々なものをだしているが、特に痴漢作品を多数リリースし、人気となっている。人気長寿作品『アンチ21人痴漢』は28本（特選獲物集7本・痴漢後追跡獲物集2本含めて37本）までリリースするが、2006年9月7日リリースの『アンチ21人痴漢 特選獲物集 Disc.7』を最後にリリースされていない状態である。現在はC学生関連の作品や、電車以外の多彩な場所での痴漢作品が増えてきている。
また、『宙に浮くほどイキ跳ねる「エビ反り薬漬けエステ」』(2013年〜)や『媚薬痴漢』(2012年〜)などに代表される媚薬作品も近年リリースされてきている。
2006年に看板監督であったガンジャよしの（現・ダンディよしの）が新メーカー「DANDY」（株式会社ヒロスンエンタテインメント）を設立し独立。
また、2006年に成人向けのショタアニメ"シリーズぴこ"を製作し、その分野でも一躍有名になった。
イタカ・スミスリンパウダーが代表を勤めている(※ 2014年5月には代表として15周年インタビューに回答し、2025年2月現在イタカ・スミスリンパウダー氏のTwitter(X)のプロフィールで「ナチュラルハイ代表」を明記している)。
2025年時点でのメーカーとしての特徴は「特徴は痴漢、露出、ナンパ、ぶっかけ」。社名の通り「ナチュラルな場所でハイなセックスをする」のが得意ジャンルとされる。

## 主なシリーズ
多数のシリーズをだしている。
- 21人痴漢
- アンチ21人痴漢
- デジモ21人痴漢
- これが噂の痙攣薬漬け
- レズ痴漢バス
- 痴漢革命中派
- 痴漢バス興業（株）
- アンチ痴漢バス興業（株）
- クラブ痴漢
- リアル痴漢
- 痴漢女子便所
- 混浴温泉痴漢
- 海の家痴漢
- プール痴漢
- トイレ痴漢
- エレベーター痴漢
- 図書館痴漢
- ブルマニンジャ
- プチ露出・裸出
- それイケ！いたずら10人隊
- 出動！いたずら10人隊レディース
- ド素人おもいっきり生電マ
- C学生(眠剤C学生、万引きC学生、C学生通学痴漢など)
- 裸の大陸
- AVプロダクション美人社員対抗○○
- 100万円つかみ取り　取れなきゃ脱いでヤッてもらいます
- 中出し痴漢バス興業㈱
- 痴漢ＯＫ娘(2010〜2019)
- 痴漢全裸下車
- 女子高生通学路痴漢
- 痴漢下車追撃
- 図書館で声も出せず糸引くほど愛液が溢れ出す敏感娘
- 同じマンションに住む小さい女の子に媚薬を塗り込んだチ○ポで即イラマ。結果、ねば～っと糸引くえずき汁まみれのイキ顔で淫乱化。
- 接客中に顔を紅潮させながら感じまくるバイト娘
- 妻がいる至近距離で平然とマッサージしながらこっそりチ○ポを挿入し腰振り騎乗位で中出しまでさせるエステティシャン
- カフェ娘連鎖痴漢
- 親戚のエロガキにスカートもぐりクンニされ夫がいる至近距離でイってしまった叔母さんは挿入も拒めない
- 生中痴漢集団
- 宙に浮くほどイキ跳ねる「エビ反り薬漬けエステ」
- 産後処女を奪われ一度イッたら長時間アクメで痙攣が止まらないイキッぱなしベビーカー妻
- 夜行バスで声も出せずイカされた隙に生ハメされた女はスローピストンの痺れる快感に理性を失い中出しも拒めない
- 入院中の性処理を母親には頼めないからお見舞いに来た叔母にお願いしたら優しい騎乗位でこっそりぬいてくれた
- 満員バスで背後から制服越しにねっとり乳揉み痴漢され腰をクネらせ感じまくる巨乳女子○生
- ちびっこ拘束激イカセ悪徳エステ
- 媚薬痴漢(2012年-2015年)
- CA飛行機痴漢
- 2穴中出し集団痴漢バス
- 酔った夫に頼まれて仕方なく舐めだした美人妻のフェラ尻に我慢できず後ろから即ハメ
- 痴漢師に満員電車の中で下着姿にされ見られる羞恥で抵抗できない敏感女
- 唾液ダラダラ接吻痴漢
- 川の字で寝ていた姉が

他多数
アニメ
- シリーズぴこ
  - ぼくのぴこ
  - ぴことちこ